# 高橋晋平
高橋 晋平（たかはし しんぺい、1979年 - ）は、株式会社ウサギ代表取締役、おもちゃクリエーター／アイデア発想ファシリテーター。

## 人物・経歴
1979年11月14日生まれ。秋田県鷹巣町（現・北秋田市）出身。鷹巣町立鷹巣東小学校、同鷹巣中学校、秋田県立大館鳳鳴高等学校を経て、1998年東北大学工学部入学。東北大学大学院情報科学研究科に進学し、2004年に修了。
2004年に株式会社バンダイ入社。企画開発商品として、国内外累計335万個を販売し、第1回おもちゃ大賞を受賞した『∞（むげん）プチプチ』、『∞エダマメ』、自分の本名が商品名になっているボードゲーム『瞬間決着ゲームシンペイ』などを始め、「Human Player」『未来予測機ミライスコープ』『6秒スタジアム』『3億円』『絶叫!おばけ屋敷ゲーム』『おねだりわんこ』（以上、玩具商品）、『ほじれるんです。』『スマートキッス』『パチッと切りかえ！ココロスイッチ』『キーの芽』『人魚。』『鳥人間』『猫背』『消しゴムの一生』（以上、ガシャポンシリーズ）など、笑いをテーマにしたアイデア商品を多く開発。
2014年に株式会社ウサギを設立、代表取締役に。ボードゲーム・カードゲームや、IoT鳩時計WEBサービスなどの開発に携わる。
アイデア発想法に関する、2013年のTEDxTokyoで登壇したプレゼンテーションがTEDによりTED Talkに選出される。JAPAN MENSA会員。
フジテレビ系列で放送されていた『クイズ・ソモサン・セッパ!』に過去3回出場し、2013年1月2日放送の「2013ニューイヤーズオープン」と銘打ったスペシャル番組（23:40 - 24:40）では優勝を果たしている。

## 著書
- 『∞（むげん）アイデアのつくり方』イースト・プレス 2012 ISBN 9784781608198
- 『アイデアが枯れない頭のつくり方』 CCCメディアハウス 2014 ISBN 978-4484142210
- 『プレゼンをキメる30秒のつくり方　話し下手でも提案が通る勝ちパターン』 日経BP社 2015 ISBN 978-4-8222-5083-6
- 『一生仕事で困らない 企画のメモ技』 あさ出版 2018 ISBN 978-4-8666-7030-0
- 『1日1アイデア』KADOKAWA 2023 ISBN 9784041126752